# Bror Cederström (1720–1787)
Bror Cederström, född den 29 augusti 1720 på Lissma i Huddinge socken, Stockholms län, död den 21 december 1787 på Johannisbergs kungsladugård i Lundby socken, Västmanlands län, var en svensk friherre, militär och ämbetsman. Han var dotterson till Bror Rålamb, son till Olof Cederström och far till Bror Cederström.
Cederström var volontär vid livgardet och blev rustmästare där 1735, furir samma år, förare 1738, fänrik 1741, löjtnant 1745, stabskapten 1752, överste och kommendant på  Karlstens fästning 1761, uppförd på riksrådsförslag 1772 samt landshövding i Vasa län 1775. Han tilldelades generalmajors namn, heder och värdighet 1776 och beviljades avsked 1785. Cederström blev riddare av Svärdsorden 1757.